# Ishak Belfodil
Ishak Belfodil (en arabe : إسحاق بلفوضيل), né le 12 janvier 1992 à Mostaganem (Algérie), est un footballeur international algérien. Il évolue au poste d'attaquant. Il compte 19 sélections en équipe nationale depuis 2013.

## Biographie

### Formation
Ishak Belfodil grandit tout d'abord en Algérie, à Mostaganem, jusqu'à ses sept ans puis s'installe en France, à Élancourt dans le quartier des Nouveaux horizons.
Il suit une formation à l'OSC Élancourt puis au Trappes FC. Il passe par les centres de formation du Paris Saint-Germain, puis joue à l'AC Boulogne-Billancourt et enfin au Clermont Foot.
Recruté par Jean Jacques Bourdeau il intègre la formation auvergnate et devient meilleur buteur des 16 ans nationaux avec treize buts inscrits sur les quinze de son équipe. Très vite il est suivi par la majorité des clubs européens et il repéré par Gérard Bonneau et Rémi Garde. Il signe alors à l'OL le 12 novembre 2008 un contrat de jeune d'une durée de quatre ans . Durant la saison 2008-09, il joue avec l'équipe des moins de 18 ans. En coupe Gambardella, il atteint la demi-finale, joue six matches et marque sept buts.

### Parcours professionnel

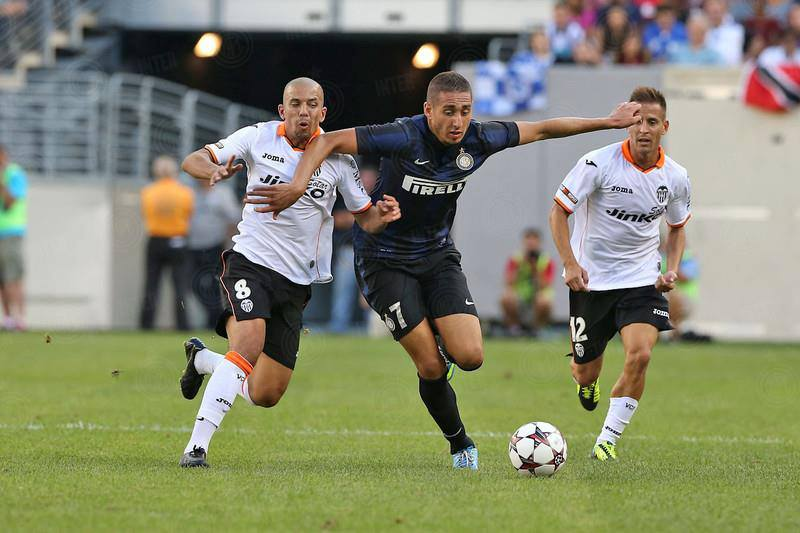
Ishak Belfodil et Sofiane Feghouli durant une rencontre entre l'Inter Milan et le Valence CF à New York, le 4 août 2013.

Il intègre le groupe professionnel de l'Olympique lyonnais lors de la saison 2009-2010 et dispute son premier match officiel en Ligue 1 à l'âge de 17 ans et 8 mois, face à l'AJ Auxerre, le 22 août 2009. Trois jours plus tard, il entre en jeu en Ligue des Champions, lors du match de barrages retour du 25 août 2009 contre Anderlecht. Il remplace Lisandro López à la 60e minute.
Lors de la 29e journée de Ligue 1, il remplace Lisandro López à la 84e minute de jeu, face à l'Olympique de Marseille.
Le 20 août 2011, à l'occasion de la 3e journée de Ligue 1, il est titularisé par Rémi Garde.
En janvier 2012, il est prêté pour six mois au FC Bologne sans option d'achat. En Italie comme à Lyon, il joue peu, mais parvient néanmoins à séduire les dirigeants de Parme, club avec lequel il signe en juin 2012 pour 2,5 millions d'euros (hors bonus). Il commence la saison avec la confiance de son entraîneur et est souvent titularisé. Il marque son premier but en Serie A le 2 septembre 2012 contre le Chievo Vérone d'un coup de tête qui frappe la barre transversale lors de la victoire 2-0 de son équipe.

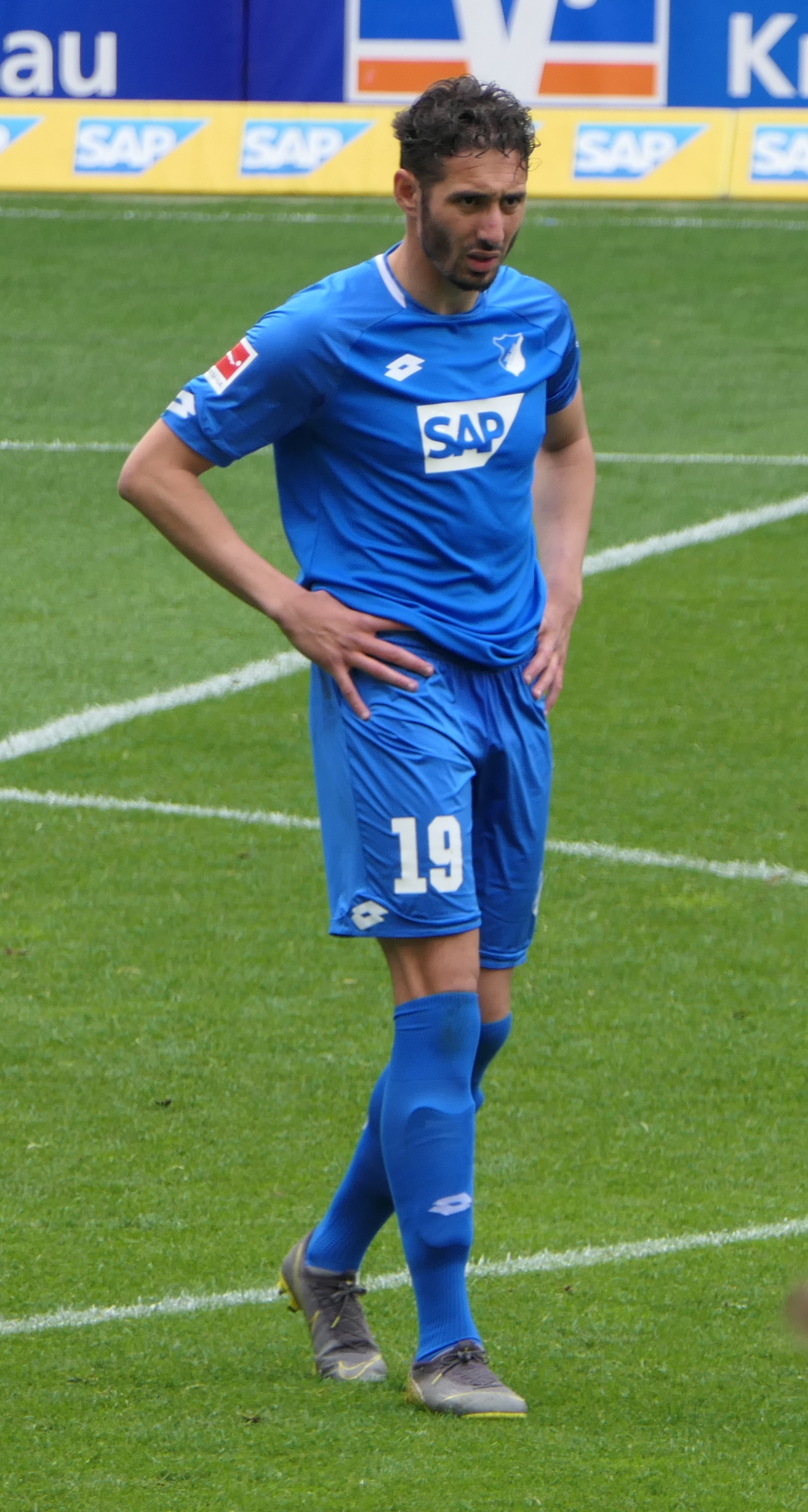
Belfodil sous le maillot de Hoffenheim en 2019.

Le 5 juillet 2013, il signe un contrat de cinq ans avec l'Inter Milan. En plus d'avoir consenti au départ de son attaquant Antonio Cassano vers Parme, l'Inter devrait débourser 10 millions d'euros pour le rachat de la copropriété de l'ancien Lyonnais. En manque de temps de jeu, lors du mercato d'hiver 2014, Belfodil est prêté avec option d'achat jusqu'à la fin de la saison à l'AS Livourne. En 2014, il rejoint l'équipe de Parme. Le 6 mai 2015, il résilie son contrat à l'amiable, le club parmesan étant en grande difficulté financière. Le 27 juillet 2015, contre toute attente, il signe aux Émirats arabes unis au Baniyas SC où il portera le numéro 19.
Belfodil est transféré au Standard de Liège à la fin du mois d'août 2016. Le 11 septembre 2016, il inscrit un but lors de son premier match officiel contre le RC Genk.
Le 31 août 2017, Belfodil est prêté avec option d'achat au Werder Brême en Bundesliga pour toute la saison. Il inscrit quatre buts en 26 matchs de championnat. Le club allemand ne lève pas l'option d'achat estimé à 7 millions d'euros pour acquérir l'international algérien, car c'est Belfodil lui-même qui s'est opposé à un transfert définitif dû à une clause dans son contrat qui l'autorisait à faire cela.
Belfodil signe quatre ans au TSG 1899 Hoffenheim en mai 2018 pour un montant estimé à 5,5 millions d'euros. 
Il accomplit une saison 2018-2019 réussie sur le plan individuel avec 16 buts en championnat, dont un triplé contre le FC Augsbourg en avril 2019. Belfodil totalise 17 buts toutes compétitions confondues, son meilleur total en carrière avec sa saison 2016-2017. 
Au début de la saison 2019-2020, Belfodil se blesse et est écarté des terrains pour plusieurs mois. En décembre 2019, il s'en prend à son club en l'accusant de négligence alors que l'attaquant souffrait au ligament croisé et au ménisque en fin de saison dernière. Malgré cela, le staff médical juge qu'une opération n'est pas nécessaire et Belfodil participe aux cinq premiers matchs de Bundesliga de la saison avant de se blesser. Le joueur décide donc de se rendre à Paris sans l'avis d'Hoffenheim pour être opéré, révélant avoir subi des pressions pour que l'intervention n'ait pas lieu. Toutefois, le directeur sportif du club dément toute ingérence dans l'affaire.

### Parcours en équipe nationale d'Algérie

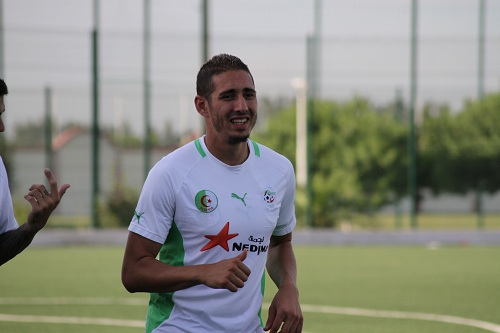
Belfodil sous le maillot de l'équipe d'Algérie en 2013.

Le sélectionneur Philippe Bergeroo le convainc de rejoindre la sélection de l'équipe de France des moins de 17 ans de football. Il joue avec la France le Championnat d'Europe de football des moins de 17 ans 2009. En juillet 2010, il est appelé en équipe de France des moins de 18 ans pour jouer deux matchs amicaux. Dans le premier, contre l'Allemagne, il est titulaire, joue tout le match et marque le seul but tricolore, permettant à son équipe d'accrocher le match nul.
En août 2012, il est convoqué avec l'équipe d'Algérie de football par Vahid Halilhodžić dans le cadre des éliminatoires de la CAN 2013, cependant sa présence éventuelle reste liée à la décision définitive de la FIFA. Le 27 septembre 2012, la Fédération Internationale de Football Association (FIFA) a transmis à la Fédération algérienne de football (FAF) la décision officielle pour la qualification du joueur Ishak Belfodil en équipe nationale d’Algérie. Le 21 juin 2013, son agent affirme qu'Ishak Belfodil répondra favorablement à une prochaine convocation.
Le 29 juillet 2013, il est appelé par le sélectionneur national Vahid Halilhodžić dans une liste élargie de 28 joueurs en vue d'affronter la Guinée(2-2) en match amical le 14 août. Il commencera le match sur le banc des remplaçants  avant d’être incorporé à la mi-temps. Il honore à cette occasion sa première sélection.

## Statistiques

### En club
| Saison                | Club                    | Championnat           | Championnat | Championnat | Championnat | Coupe(s) nationale(s) | Coupe(s) nationale(s) | Coupe(s) nationale(s) | Compétition(s) continentale(s) | Compétition(s) continentale(s) | Compétition(s) continentale(s) | Compétition(s) continentale(s) | Barrages | Barrages | Barrages | Total | Total | Total |
| Saison                | Club                    | Division              | M.          | B.          | P.d.        | M.                    | B.                    | P.d.                  | Comp.                          | M.                             | B.                             | P.d.                           | M.       | B.       | P.d.     | M.    | B.    | P.d.  |
| 2008-2009             | Olympique Lyonnais rés. | CFA                   | 11          | 0           | -           | -                     | -                     | -                     | -                              | -                              | -                              | -                              | -        | -        | -        | 11    | 0     | 0     |
| 2010-2011             | Olympique Lyonnais rés. | CFA                   | 28          | 5           | -           | -                     | -                     | -                     | -                              | -                              | -                              | -                              | -        | -        | -        | 28    | 5     | 0     |
| 2011-2012             | Olympique Lyonnais rés. | CFA                   | 4           | 7           | -           | -                     | -                     | -                     | -                              | -                              | -                              | -                              | -        | -        | -        | 4     | 7     | 0     |
| Sous-total            | Sous-total              | Sous-total            | 40          | 12          | -           | -                     | -                     | -                     | -                              | -                              | -                              | -                              | -        | -        | -        | 40    | 12    | 0     |
| 2009-2010             | Olympique lyonnais      | Ligue 1               | 3           | 0           | 0           | 0                     | 0                     | 0                     | C1                             | 1                              | 0                              | 0                              | -        | -        | -        | 4     | 0     | 0     |
| 2010-2011             | Olympique lyonnais      | Ligue 1               | 0           | 0           | 0           | -                     | -                     | -                     | C1                             | -                              | -                              | -                              | -        | -        | -        | 0     | 0     | 0     |
| 2011-2012             | Olympique lyonnais      | Ligue 1               | 7           | 0           | 0           | 0                     | 0                     | 0                     | C1                             | 2                              | 0                              | 0                              | -        | -        | -        | 9     | 0     | 0     |
| Sous-total            | Sous-total              | Sous-total            | 10          | 0           | 0           | 0                     | 0                     | 0                     | -                              | 3                              | 0                              | 0                              | -        | -        | -        | 13    | 0     | 0     |
| 2011-2012             | Bologne FC (prêt)       | Serie A               | 8           | 0           | 0           | -                     | -                     | -                     | -                              | -                              | -                              | -                              | -        | -        | -        | 8     | 0     | 0     |
| 2012-2013             | Parme FC                | Serie A               | 33          | 8           | 4           | 1                     | 0                     | 0                     | -                              | -                              | -                              | -                              | -        | -        | -        | 34    | 8     | 4     |
| 2013-2014             | Inter Milan             | Serie A               | 8           | 0           | 1           | 2                     | 1                     | 0                     | -                              | -                              | -                              | -                              | -        | -        | -        | 10    | 1     | 1     |
| 2013-2014             | AS Livourne (prêt)      | Serie A               | 17          | 0           | 0           | -                     | -                     | -                     | -                              | -                              | -                              | -                              | -        | -        | -        | 17    | 0     | 0     |
| 2014-2015             | Parme FC                | Serie A               | 23          | 1           | 2           | -                     | -                     | -                     | -                              | -                              | -                              | -                              | -        | -        | -        | 23    | 1     | 2     |
| 2015-2016             | Baniyas SC              | UAE Pro League        | 23          | 11          | 3           | 3                     | 0                     | 0                     | -                              | -                              | -                              | -                              | -        | -        | -        | 26    | 11    | 3     |
| 2016-2017             | Standard de Liège       | Jupiler Pro League    | 25          | 11          | 6           | 7                     | 3                     | 0                     | C3                             | 5                              | 3                              | 0                              | -        | -        | -        | 37    | 17    | 6     |
| 2017-2018             | Standard de Liège       | Jupiler Pro League    | 3           | 0           | 0           | -                     | -                     | -                     | -                              | -                              | -                              | -                              | -        | -        | -        | 3     | 0     | 0     |
| Sous-total            | Sous-total              | Sous-total            | 28          | 11          | 6           | 7                     | 3                     | 0                     | -                              | 5                              | 3                              | 0                              | -        | -        | -        | 40    | 17    | 6     |
| 2017-2018             | Werder Brême (prêt)     | Bundesliga            | 26          | 4           | 1           | 3                     | 2                     | 0                     | -                              | -                              | -                              | -                              | -        | -        | -        | 29    | 6     | 1     |
| 2018-2019             | 1899 Hoffenheim         | Bundesliga            | 28          | 16          | 5           | 2                     | 0                     | 0                     | C1                             | 5                              | 1                              | 1                              | -        | -        | -        | 35    | 17    | 6     |
| 2019-2020             | 1899 Hoffenheim         | Bundesliga            | 5           | 0           | 0           | -                     | -                     | -                     | -                              | -                              | -                              | -                              | -        | -        | -        | 5     | 0     | 0     |
| 2020-2021             | 1899 Hoffenheim         | Bundesliga            | 14          | 0           | 1           | 2                     | 0                     | 0                     | C3                             | 4                              | 1                              | 1                              | -        | -        | -        | 20    | 1     | 2     |
| Sous-total            | Sous-total              | Sous-total            | 47          | 16          | 6           | 4                     | 0                     | 0                     | -                              | 9                              | 2                              | 2                              | -        | -        | -        | 60    | 18    | 8     |
| 2021-2022             | Hertha Berlin           | Bundesliga            | 26          | 5           | 2           | 2                     | 1                     | 0                     | -                              | -                              | -                              | -                              | 2        | 0        | 0        | 30    | 6     | 2     |
| 2022-2023             | Al-Gharafa SC           | Qatar Stars League    | 18          | 6           | 3           | 6                     | 2                     | 1                     | -                              | -                              | -                              | -                              | -        | -        | -        | 24    | 8     | 4     |
| 2023-2024             | Sabah FC                | Premyer Liqası        | 18          | 3           | 2           | 3                     | 2                     | 0                     | -                              | -                              | -                              | -                              | -        | -        | -        | 21    | 5     | 2     |
| 2024-2025             | FK IMT Belgrade         | Super liga Srbije     | 14          | 4           | 4           | 1                     | 1                     | 0                     | -                              | -                              | -                              | -                              | -        | -        | -        | 15    | 5     | 4     |
| Total sur la carrière | Total sur la carrière   | Total sur la carrière | 339         | 81          | 34          | 32                    | 12                    | 1                     | -                              | 17                             | 5                              | 2                              | 2        | 0        | 0        | 390   | 98    | 37    |

### En sélection nationale
| Saison                | Sélection             | Phases finales        | Phases finales | Phases finales | Phases finales | Éliminatoires CDM | Éliminatoires CDM | Éliminatoires CDM | Éliminatoires CAN | Éliminatoires CAN | Éliminatoires CAN | Matchs amicaux | Matchs amicaux | Matchs amicaux | Total | Total | Total |
| Saison                | Sélection             | Compétition           | M              | B              | Pd             | M                 | B                 | Pd                | M                 | B                 | Pd                | M              | B              | Pd             | M     | B     | Pd    |
| --------------------- | --------------------- | --------------------- | -------------- | -------------- | -------------- | ----------------- | ----------------- | ----------------- | ----------------- | ----------------- | ----------------- | -------------- | -------------- | -------------- | ----- | ----- | ----- |
| 2013-2014             | Algérie               | Coupe du monde 2014   | -              | -              | -              | 1                 | 0                 | 0                 | -                 | -                 | -                 | 1              | 0              | 0              | 2     | 0     | 0     |
| 2014-2015             | Algérie               | CAN 2015              | 4              | 0              | 1              | -                 | -                 | -                 | 4                 | 0                 | 0                 | 3              | 2              | 0              | 11    | 2     | 1     |
| 2015-2016             | Algérie               | -                     | -              | -              | -              | 1                 | 0                 | 0                 | -                 | -                 | -                 | 0              | 0              | 0              | 1     | 0     | 0     |
| 2017-2018             | Algérie               | -                     | -              | -              | -              | 1                 | 0                 | 0                 | -                 | -                 | -                 | -              | -              | -              | 1     | 0     | 0     |
| 2018-2019             | Algérie               | CAN 2019              | -              | -              | -              | -                 | -                 | -                 | 2                 | 0                 | 0                 | -              | -              | -              | 2     | 0     | 0     |
| 2021-2022             | Algérie               | CAN 2021              | -              | -              | -              | 2                 | 0                 | 0                 | -                 | -                 | -                 | -              | -              | -              | 2     | 0     | 0     |
| Total sur la carrière | Total sur la carrière | Total sur la carrière | 4              | 0              | 1              | 5                 | 0                 | 0                 | 6                 | 0                 | 0                 | 4              | 2              | 0              | 19    | 2     | 1     |

### Matchs internationaux
Le tableau suivant liste les rencontres de l'équipe d'Algérie dans lesquelles Ishak Belfodil a été sélectionné depuis le 14 août 2013 jusqu'à présent.

## Distinctions personnelles
- Lion belge 2017[21].